# Ajuri
O Ajuri é o sistema de gestão comercial padronizado pela Eletrobras para ser adotado em todas as suas empresas distribuidoras de energia elétrica.

## Origens do termo
AJURI é um termo usado pelos nativos da área do Rio Negro que significa: Reunião ou ajuntamento de pessoas com um determinado fim cooperativista. "Ajuri" é a prática tradicional dos povos da Amazônia, na qual grupos e pessoas se unem numa solidariedade rotativa, participando coletivamente dos trabalhos de uma comunidade ou família de cada vez para, por exemplo, limpar um terreno ou prepará-lo para a roça.

## Histórico
O sistema, desenvolvido pela Eletronorte a partir de 1996,  foi projetado originalmente para implantação na MANAUS ENERGIA e Boa Vista Energia S/A
, modularmente, a partir de 1997. Em abril de 2002 também foi adotado pela CEAM e, mais recentemente, por meio de projeto patrocinado pela Eletrobras em parceria com a Eletronorte, foi implantado na CEAL (junho/2005), CERON(novembro/2005), CEPISA (junho/2006) e Eletrosul/2009.
Atualmente, o sistema atende a um volume aproximado de 3 milhões de consumidores cadastrados e de uma população de 11 milhões de habitantes. O faturamento das 6 empresas é de mais de R$ 330 milhões por mês (dados 1º. semestre/2008).

### Versão eletrônica
O sistema AJURI entra em uma nova fase. A equipe esta empenhada no desenvolvimento dos modulos WEB do sistema, que será chamado e-Ajuri, apliando assim, o leque de possibilidades de uso em localidades com difícil acesso via rede de comunicação. Com acesso pela internet, essas localidades passarão a contar com as funcionalidades projetadas para os escritórios de atendimento ao cliente consumidor de energia elétrica.